# 1345 Avenue of the Americas
1345 Avenue of the Americas, también conocido como edificio Alliance Bernstein, es un rascacielos de 191 metros de altura en Nueva York, Nueva York. Ubicado en la Sexta Avenida, entre las calle 54 y 55, el edificio de 50 pisos fue construido por Fisher Brothers y fue terminado en 1969. Originalmente conocida como Burlington House, el edificio fue diseñado por Emery Roth & Sons y es el 68.º más alto de Nueva York. Es una estructura en el Estilo Internacional, a veces referido como estilo "corporativo", con una fachada continua de vidrios oscuros. Su pequeña plaza está dominada por su fuente con forma de un diente de león. Reemplazó al Ziegfeld Theatre original.
Una estación base en la cima del edificio se utilizó el 3 de abril de 1973 por Martin Cooper para hacer la primera llamada de teléfono móvil o celular del mundo en público. Cooper, inventor de Motorola, llamó a Joel S. Engel, su rival de los Laboratorios Bell para decirle acerca de la invención. Al otro lado de la línea se hizo el silencio.

## Inquilinos
- Accenture[2]
- AllianceBernstein
- BBVA[3]
- First Eagle Funds
- Fortress Investment Group
- ION Trading
- Lab49